# Papa Inocêncio I
O Papa São Inocêncio I (em latim: Innocentius I) foi um papa eleito em 22 de dezembro de 401 e faleceu dia 12 de março de 417.
Um dos mais ferrenhos defensores, na Igreja primitiva, das prerrogativas da Sé Apostólica em questão de doutrina e disciplina eclesiástica, Inocêncio I era, na verdade, filho de Anastácio I. É o primeiro caso de um filho suceder o pai no pontificado. Foi durante o seu pontificado que São Jerônimo terminou a revisão da tradução latina da Bíblia conhecida como Vulgata Latina, em 404.
Tendeu a unificar a Igreja ocidental em torno da "praxis romana", estabelecendo a observância dos ritos romanos no Ocidente, o catálogo do livros canônicos e as regras monásticas. Enfrentou a heresia de Pelágio da Britânia, tendo ratificado a condenação deste e de Celestino; defendeu São João Crisóstomo. Durante seu pontificado, Roma foi saqueada pelos visigodos de Alarico I. Conseguiu que o imperador Flávio Honório proibisse as lutas de gladiadores.